# Inline-Alpin-Weltcup in Genua
Der Inline-Alpin-Weltcup in Genua (offiziell Worldcup Genova) gehört von 2010 bis 2013 zum Inline-Alpin-Weltcup und wurde vom World Inline Alpine Committee (WIAC) veranstaltet. Die Rennen wurden in der italienischen Stadt Genua  in der Via Assarotti – Piazza Corvetto (2010–2012), Via Fieschi – Piazza Dante (2013) ausgetragen.

## Geschichte
Der Weltcup wurde jährlich vom Jahr 2010 bis 2013 ausgetragen und bildete den Saisonauftakt. Im Jahr 2014 musste der Weltcup abgesagt werden. 

## Ergebnisse

### Frauen
| Saison | Disziplin | Sieger                  | Zweiter                 | Dritter             |
| ------ | --------- | ----------------------- | ----------------------- | ------------------- |
| 2010   | Slalom    | Julia Grüning (GER)     | Claudia Wittmann (GER)  | Jana Börsig (GER)   |
| 2011   | Slalom    | Susanne Weber (GER)     | Ann-Kathrin Stolz (GER) | Julia Grüning (GER) |
| 2012   | Slalom    | Ann-Kathrin Stolz (GER) | Julia Grüning (GER)     | Susanne Weber (GER) |
| 2013   | Slalom    | Mona Sing (GER)         | Claudia Wittmann (GER)  | Susanne Weber (GER) |
| 2014   | Slalom    | Wettkampf abgesagt      | Wettkampf abgesagt      | Wettkampf abgesagt  |

### Männer
| Saison | Disziplin | Sieger                   | Zweiter                       | Dritter                |
| ------ | --------- | ------------------------ | ----------------------------- | ---------------------- |
| 2010   | Slalom    | Sebastian Gruber (GER)   | Benedikt Heudorfer-Merz (GER) | Reto Walz (GER)        |
| 2011   | Slalom    | Marco Walz (GER)         | Franz-Josef Meyer (GER)       | Sebastian Gruber (GER) |
| 2012   | Slalom    | Adrian Griesser (GER)    | Franz-Josef Meyer (GER)       | Reto Walz (GER)        |
| 2013   | Slalom    | Kristaps Zvejnieks (LAT) | Marco Walz (GER)              | Adrian Griesser (GER)  |
| 2014   | Slalom    | Wettkampf abgesagt       | Wettkampf abgesagt            | Wettkampf abgesagt     |